# 歐陽龍
歐陽龍（1960年11月12日—），臺灣政治人物、演員、歌手及主持人，中國國民黨中央評議委員，王月蘭慈善基金會執行長。中國國民黨籍，前國民黨發言人。曾任臺北市議會議員、國民黨黨團書記長、中國國民黨中央委員會文化傳播委員會副主任委員。投入政壇前曾是演藝人員，歌手及主持人，曾任三立都會台總監、民視、三立、緯來等電視台的節目製作人。

## 個人背景
歐陽龍，祖籍江西省吉安市吉安縣橫江鎮老屋下村，出生於臺北市。姊姊歐陽菲菲是著名歌手。自1980年代起，是老三台的一線男演員。
其妻傅娟也是電視劇演員（兩人於1995年12月31日登記結婚），同時在丈夫參政的影響下，曾擔任台北市大安區德安里里長。兩人育有三名女儿：歐陽妮妮、歐陽娜娜、歐陽娣娣。

## 政治生涯
歐陽龍為國民黨員，2002年脫黨參選臺北市議員，並以無黨身分高票當選，之後他曾參與新黨議員研習營；馬英九當選中國國民黨主席後，歐陽龍旋即申請恢復國民黨籍（其他包括新黨議員秦儷舫回歸國民黨等），其後獲中國國民黨提名在大安、文山選區競選，且再成功連任三屆市議員。2018年九合一大選落選，終結連任。
2019年1月2日，國民黨中常會通過，由台北市前議員歐陽龍接任文傳會副主委兼發言人。

## 政治立場
2019年3月初，歐陽龍在國民黨中常會上重申「不統、不獨、不武」，對一國兩制無共識的主張，中國大陸網民將之解讀為「台獨」言論。歐陽娜娜表明自己的「愛國」立場後，歐陽龍為女兒打抱不平，並認為自己堅持「九二共識、一中各表」的立場已經20幾年，憑這件事給女兒扣帽子是很滑稽的事情，指稱民主進步黨應為兩岸關係負起責任。

## 音樂作品

### 唱片
| 年份   | 專輯名稱       | 語言 | 曲目 |
| ------ | -------------- | ---- | --- |
| 1984年 | 《愛在中國飛》 | 國語 | 曲目 1. 愛在中國飛 2. 七點的迷惘 3. 年少輕狂 4. 愛妳如往昔 5. 為誰心跳 6. 愛的迷信 7. 都市的男孩 8. 不要再回首 9. 等著你 10. 城市的夜晚 |

## 演出作品

### 電視劇
| 年份   | 頻道         | 劇名                                 | 角色   |
| 1985年 | 中華電視公司 | 《藍與黑》                           | 張醒亞 |
| 1988年 | 中華電視公司 | 《京華煙雲》                         | 曾順亞 |
| 1990年 | 中華電視公司 | 《幾度春風幾度霜》                   |        |
| 1993年 | 中華電視公司 | 《包青天》〈真假狀元〉單元           | 周勤   |
| 1993年 | 台灣電視公司 | 《警花緣》                           | 唐天仰 |
| 1994年 | 台灣電視公司 | 《煙鎖重樓》                         | 曾靖南 |
| 1995年 | 中視         | 《雪蓮》                             | 周無塵 |
| 1996年 | 中華電視公司 | 《台灣靈異事件》〈你只能活一次〉單元 | 柳雄   |
| 1996年 | 中華電視公司 | 《關公》                             | 華陀   |
| 1997年 | 中國電視公司 | 《危險關係》                         | 杜德明 |

### 電影
| 年份   | 片名                 | 角色 | 合作演員                                     |
| 1984年 | 《金大班的最後一夜》 |      | 與姚煒主演                                   |
| 2021年 | 《叱咤風雲》         | 客串 | 曹佑寧、昆凌、范逸臣、高英軒、柯有倫及林暐恆 |

### 廣告
- 三立都會台《城市獵人》（電視動畫版，在廣告中與傅娟分別扮演男女主角）
- 20141216: DHC（營養補助食品，在廣告中與傅娟、妮妮、娜娜，以及娣娣扮演一家人）

## 外部連結
- （繁體中文）台北市議會議員簡介
- 歐陽龍的Facebook專頁
- 歐陽龍的Instagram帳戶
- 歐陽龍在互联网电影资料库（IMDb）上的資料（英文）
- 歐陽龍在香港影庫上的簡介
- 歐陽龍在豆瓣上的资料（简体中文）
- 歐陽龍在时光网上的簡介（简体中文）